# Neoantistea procteri
Neoantistea procteri är en spindelart som beskrevs av Willis J. Gertsch 1946. Neoantistea procteri ingår i släktet Neoantistea och familjen panflöjtsspindlar. Inga underarter finns listade i Catalogue of Life.